# Élections législatives de 1967 dans le Gard
Les élections législatives françaises de 1967 se déroulent les 5 et 12 mars 1967.  Dans ce département, quatre députés sont à élire dans le cadre de quatre circonscriptions.

## Élus
| Circonscription | Député sortant                        | Parti | Parti   | Député élu ou réélu | Parti | Parti      |
| --------------- | ------------------------------------- | ----- | ------- | ------------------- | ----- | ---------- |
| 1re             | Paul Tondut suppléant de Pierre Gamel |       | UNR-UDT | Georges Dayan       |       | FGDS (CIR) |
| 2e              | Jean Poudevigne                       |       | CNIP    | Jean Poudevigne     |       | CNIP       |
| 3e              | Roger Roucaute                        |       | PCF     | Roger Roucaute      |       | PCF        |
| 4e              | Paul Béchard                          |       | SFIO    | Gilbert Millet      |       | PCF        |

## Résultats

### Résultats à l'échelle du département
| Parti          | Parti                                           | Premier tour | Premier tour | Second tour | Second tour | Sièges |
| Parti          | Parti                                           | Voix         | %            | Voix        | %           | Sièges |
| -------------- | ----------------------------------------------- | ------------ | ------------ | ----------- | ----------- | ------ |
|                | Union des démocrates pour la Ve République      | 37 442       | 17,37        | 37 193      | 17,00       | 0      |
|                | Républicains indépendants                       | 15 204       | 7,06         | 23 178      | 10,59       | 0      |
|                | Union des républicains de progrès               | 52 646       | 24,43        | 60 371      | 27,59       | 0      |
|                |                                                 |              |              |             |             |        |
|                | Section française de l'Internationale ouvrière  | 39 489       | 18,32        | 148         | 0,07        | 0      |
|                | Convention des institutions républicaines       | 10 301       | 4,78         | 31 125      | 14,22       | 1      |
|                | Fédération de la gauche démocrate et socialiste | 49 790       | 23,10        | 31 273      | 14,29       | 1      |
|                |                                                 |              |              |             |             |        |
|                | Parti communiste français                       | 71 914       | 33,37        | 89 826      | 41,05       | 2      |
|                | Progrès et démocratie moderne                   | 36 969       | 17,15        | 37 350      | 17,07       | 1      |
|                | Mouvement jeune révolution                      | 2 977        | 1,38         |             |             | 0      |
|                | Socialistes indépendants                        | 1 204        | 0,56         | 0           |             |        |
|                |                                                 |              |              |             |             |        |
| Inscrits       | Inscrits                                        | 277 678      | 100,00       | 277 648     | 100,00      | 4      |
| Abstentions    | Abstentions                                     | 56 397       | 20,31        | 49 337      | 17,77       |        |
| Votants        | Votants                                         | 221 281      | 79,69        | 228 311     | 82,23       |        |
| Blancs et nuls | Blancs et nuls                                  | 5 781        | 2,61         | 9 491       | 4,16        |        |
| Exprimés       | Exprimés                                        | 215 500      | 97,39        | 218 820     | 95,84       |        |

### Résultats par circonscription

#### Première circonscription (Nîmes)
| Candidat       | Candidat            | Parti          | Premier tour | Premier tour | Second tour | Second tour |  |
| Candidat       | Candidat            | Parti          | Voix         | %            | Voix        | %           |  |
| -------------- | ------------------- | -------------- | ------------ | ------------ | ----------- | ----------- |  |
|                | Paul Tondut sortant | UD-Ve          | 16 996       | 31,9         | 23 122      | 42,62       |  |
|                | Robert Jonis        | PCF            | 13 859       | 26,02        | Retrait     | Retrait     |  |
|                | Georges Dayan élu   | FGDS (CIR)     | 10 301       | 19,34        | 31 125      | 57,38       |  |
|                | Jean Brin           | CD (PDM)       | 4 878        | 9,16         |             |             |  |
|                | Marius Arra         | CR             | 4 261        | 8            |             |             |  |
|                | Louis Lacroix       | ARLP           | 2 977        | 5,59         |             |             |  |
|                |                     |                |              |              |             |             |  |
| Inscrits       | Inscrits            | Inscrits       | 72 841       | 100,00       | 72 842      | 100,00      |  |
| Abstentions    | Abstentions         | Abstentions    | 18 246       | 25,05        | 16 755      | 23          |  |
| Votants        | Votants             | Votants        | 54 595       | 74,95        | 56 087      | 77          |  |
| Blancs et nuls | Blancs et nuls      | Blancs et nuls | 1 323        | 2,42         | 1 840       | 3,28        |  |
| Exprimés       | Exprimés            | Exprimés       | 53 272       | 97,58        | 54 247      | 96,72       |  |

#### Deuxième circonscription (Beaucaire - Bagnols-sur-Cèze)
| Candidat       | Candidat                      | Parti          | Premier tour | Premier tour | Second tour | Second tour |  |
| Candidat       | Candidat                      | Parti          | Voix         | %            | Voix        | %           |  |
| -------------- | ----------------------------- | -------------- | ------------ | ------------ | ----------- | ----------- |  |
|                | Jean Poudevigne sortant réélu | CNIP (PDM)     | 21 662       | 30,47        | 37 350      | 51,56       |  |
|                | Gilberte Roca                 | PCF            | 19 414       | 27,31        | 35 080      | 48,42       |  |
|                | Robert Gourdon                | FGDS (SFIO)    | 18 332       | 25,79        | 16          | 0,02        |  |
|                | Pierre Jalu                   | UD-Ve          | 11 677       | 16,43        | Retrait     | Retrait     |  |
|                |                               |                |              |              |             |             |  |
| Inscrits       | Inscrits                      | Inscrits       | 89 936       | 100,00       | 89 919      | 100,00      |  |
| Abstentions    | Abstentions                   | Abstentions    | 17 064       | 18,97        | 14 315      | 15,92       |  |
| Votants        | Votants                       | Votants        | 72 872       | 81,03        | 75 604      | 84,08       |  |
| Blancs et nuls | Blancs et nuls                | Blancs et nuls | 1 787        | 2,45         | 3 158       | 4,18        |  |
| Exprimés       | Exprimés                      | Exprimés       | 71 085       | 97,55        | 72 446      | 95,82       |  |

#### Troisième circonscription (Alès - Pont-Saint-Esprit)
| Candidat       | Candidat                     | Parti          | Premier tour | Premier tour | Second tour | Second tour |  |
| Candidat       | Candidat                     | Parti          | Voix         | %            | Voix        | %           |  |
| -------------- | ---------------------------- | -------------- | ------------ | ------------ | ----------- | ----------- |  |
|                | Roger Roucaute sortant réélu | PCF            | 24 400       | 44,3         | 32 390      | 58,29       |  |
|                | Jean-Louis Vigier            | RI             | 15 204       | 27,6         | 23 178      | 41,71       |  |
|                | Maurice Larguier             | FGDS (SFIO)    | 9 307        | 16,9         | Retrait     | Retrait     |  |
|                | Fernand Jarrié               | CD (PDM)       | 6 168        | 11,2         |             |             |  |
|                |                              |                |              |              |             |             |  |
| Inscrits       | Inscrits                     | Inscrits       | 67 341       | 100,00       | 67 331      | 100,00      |  |
| Abstentions    | Abstentions                  | Abstentions    | 10 940       | 16,25        | 9 408       | 13,97       |  |
| Votants        | Votants                      | Votants        | 56 401       | 83,75        | 57 923      | 86,03       |  |
| Blancs et nuls | Blancs et nuls               | Blancs et nuls | 1 322        | 2,34         | 2 355       | 4,07        |  |
| Exprimés       | Exprimés                     | Exprimés       | 55 079       | 97,66        | 55 568      | 95,93       |  |

#### Quatrième circonscription (Alès - Le Vigan)
| Candidat       | Candidat             | Parti          | Premier tour | Premier tour | Second tour | Second tour |  |
| Candidat       | Candidat             | Parti          | Voix         | %            | Voix        | %           |  |
| -------------- | -------------------- | -------------- | ------------ | ------------ | ----------- | ----------- |  |
|                | Gilbert Millet élu   | PCF            | 14 241       | 39,49        | 22 356      | 61,15       |  |
|                | Paul Béchard sortant | FGDS (SFIO)    | 11 850       | 32,86        | 132         | 0,36        |  |
|                | André J. Villeneuve  | UD-Ve          | 8 769        | 24,32        | 14 071      | 38,49       |  |
|                | Maurice Desch        | Soc.ind.       | 1 204        | 3,34         |             |             |  |
|                |                      |                |              |              |             |             |  |
| Inscrits       | Inscrits             | Inscrits       | 47 560       | 100,00       | 47 556      | 100,00      |  |
| Abstentions    | Abstentions          | Abstentions    | 10 147       | 21,34        | 8 859       | 18,63       |  |
| Votants        | Votants              | Votants        | 37 413       | 78,66        | 38 697      | 81,37       |  |
| Blancs et nuls | Blancs et nuls       | Blancs et nuls | 1 349        | 3,61         | 2 138       | 5,52        |  |
| Exprimés       | Exprimés             | Exprimés       | 36 064       | 96,39        | 36 559      | 94,48       |  |